# Mycodrosophila marksae
Mycodrosophila marksae är en tvåvingeart som beskrevs av Bock 1980. Mycodrosophila marksae ingår i släktet Mycodrosophila och familjen daggflugor. Inga underarter finns listade i Catalogue of Life.